# Amlach
Amlach è un comune austriaco di 479 abitanti nel distretto di Lienz, in Tirolo. Tra il 1939 e il 1955 era stato accorpato al comune di Tristach.